# Judit Puigdomènech Roca
Judit Puigdomènech i Roca is een Catalaanse singer-songwriter, artistiek bekend als Ju, geboren in Gurb (Osona) in 1992. Haar opleiding omvat muziek, dans en dramatische kunst. Zij heeft (vanaf 2019) twee albums met popmuziek uitgebracht met haar eigen nummers.

## Biografie
Ju is een opkomende artiest in de Catalaanse muziekscene. Dochter van gitarist Ricard Puigdomènech, die een van de oprichters was van Los Trogloditas (later Loquillo y los Trogloditas), gitarist en componist van Strombers en producer van emblematische Catalaanse groepen zoals Sopa de Cabra of Lax'n'Busto, Ju groeide op in een muzikale omgeving, die haar vorming van jongs af aan bepaalde. Later heeft ze ook podiumkunsten gestudeerd, ze heeft haar studie Dramatische Kunst afgerond aan de Eòlia-school. Zij was ook begonnen met studies in de literatuur aan de Autonome Universiteit (UAB).
Haar muziek maakt deel uit van poprock, maar met een sterke stempel van reggae en rhythm and blues. Ze treedt meestal live op, begeleid door haar band (gevormd door Arnau Martín, gitaar; Jordi Junyent, drums; David Vila, basgitaar; Raimon Bonvehí, toets; Armand Noguera, trompet, en Gérard Serrano, trombone), waarin de enscenering opvalt met choreografieën waarin ze haar training in lichaamsexpressie en een breed vocaal bereik toont met een sterke smaak van rhythm and blues, hoewel ze ook vaak concerten heeft gegeven in akoestisch formaat, begeleid door gitaar en piano.
Judit Puigdomènech maakte in 2016 naam in de muziekscene met haar debuutalbum El mon es mou, een in eigen beheer uitgebracht album, opgenomen in de studio van haar vader, Sonic Studios, die ook meewerkte aan de productie. Ze had voor publicatie twee videoclips van dit werk gepresenteerd: "Temps" en "Decisió"
Zij heeft meegewerkt aan clips voor onder meer Strombers ("Marieta") en Obeses ("Regala petons").
In 2018 bracht ze haar tweede album uit, Bandera blanca, onder redactie van RGB Music. In dit werk hebben de liedjes van de auteur een sociaal en wraakzuchtig karakter en vertegenwoordigen ze een stap voorwaarts in haar voorstel, weg van de muzikale stromingen die de afgelopen jaren de overhand hebben gehad in de Catalaanse scene.
Zij trad onder meer op tijdens het Torroella de Montgrí Festival (juli 2018),op het Begur Music Festival (augustus 2018), op de TV3 Marathon, op het XI Gaudí Awards Gala, op de Talarn Music Experience, op het Canet rock festival (2019), op het Sota la Palmera Festival in Tarragona  en op het 7e Jardins de Pedralbes Festival (2019).
In juli 2019 gaf ze een workshop songwriting in het kader van de Campus Rock Girona 2019.

## Prijzen en vermeldingen
- Finaliste van de Premi VicSona 2016[11]
- Winnares van de Premi Èxit del concurs Sona9, en l'edició de 2017.[11]
- Nominatie voor  l'Artista revelació als premis ARC(2018).[12]

## Discografie
- El món es mou (Sonic Studios, 2016)
- Temps (single i videoclip del disc El món es mou)
- Bandera blanca (RGB suports, 2018)
- "Color d'Esperança", dins La investigació dona vida (La Marató, 2018), met David Busquets.

- MusicBrainz: 088632dd-c74e-4f11-9d46-6297bf028cd2